# Абсалямов Абдурахман Сафійович
Абдурахма́н Сафі́йович Абсаля́мов (*28 грудня 1911, Старо-Аллагулов) — татарський радянський письменник.
Член КПРС з 1943.
Народився у с. Старо-Аллагулові (Мордовська АРСР).
Друкується з 1937; перша збірка оповідань — «Сонце щастя» (1941). Найвідоміші: романи «Орлята» (1948), «Газінур» (1953) — про радянську молодь у роки німецько-радянської війни. Робітничій молоді присвячений роман «Незгасні вогні» (1958).

## Твори
- Український переклад — Орлята. К., 1955;
- Газінур. К., 1957.